# Yuba Raj Khatiwada
Yuba Raj Khatiwada (ur. 14 sierpnia 1956) – nepalski ekonomista.
Od 22 marca 2010 pełni funkcję gubernatora Banku Centralnego Nepalu.

## Publikacje książkowe[2]
- An Econometric Analysis of the Determinants of Inflation in Nepal (1981)
- Some Aspects of Monetary Policy in Nepal (1994)

## Odznaczenia[3]
- Order Prawego Ramienia Gurki (2001)

## Rodzina
Jest żonaty, ma troje dzieci.